# Danh sách người da đen đoạt giải Nobel
Giải thưởng Nobel, hay Giải Nobel Thụy Điển, số ít: Nobelpriset, Na Uy: Nobelprisen), là một tập các giải thưởng quốc tế được tổ chức trao thưởng hằng năm kể từ năm 1901 cho những cá nhân đạt thành tựu trong lĩnh vực vật lý, hoá học, y học, văn học, kinh tế và hòa bình; đặc biệt là giải hoà bình có thể được trao cho tổ chức hay cho cá nhân. Vào năm 1969, Ngân hàng Thụy Điển đưa thêm vào một giải về lĩnh vực khoa học kinh tế, theo di chúc của nhà phát minh người Thụy Điển Alfred Nobel năm 1895. Các giải thưởng Nobel và giải thưởng về Khoa học được trao tặng hơn 881 người. trong đó có 15 người hay 1,7% là người da đen.
Người da đen đã nhận được giải thưởng của ba thể loại giải Nobel trong số sáu loại giải thưởng Nobel: Mười một người da đen đạt giải Nobel Hòa Bình, ba người da đen đạt giải Nobel trong Văn học, và một người da đen đạt giải Nobel trong Kinh tế. Người da đen đầu tiên Ralph Bunche, đã được trao giải Hòa bình năm 1950. Gần đây nhất là năm 2017, Ellen Johnson Sirleaf và Leymah Gbowee, đã được trao giải Hòa bình của họ vào năm 2011.
Ba người da đen khác đoạt giải Nobel là Anwar Sadat, Barack Obama và Ellen Johnson Sirleaf - là những tổng thống của các quốc gia của họ khi họ được trao giải thưởng Nobel. Đến năm 2015, mười lăm người đoạt giải Nobel là người da đen.

## Hòa Bình
| Năm  | Chân Dung | Người đạt giải Nobel  | Quốc gia     | Thể loại | Ý Kiến |
| ---- | --------- | --------------------- | ------------ | -------- | --- |
| 1950 |           | Ralph Bunche          | Hoa Kỳ       | Hòa Bình | Người da đen đầu tiên chiến thắng giải Nobel                                                                                 |
| 1960 |           | Albert John Luthuli   | South Africa | Hòa Bình | Người Châu Phi da đen đầu tiên chiến thắng giải Nobel                                                                        |
| 1964 |           | Martin Luther King Jr | Hoa Kỳ       | Hòa Bình | Người Mỹ gốc Phi trẻ tuổi nhất chiến thắng giải Nobel                                                                        |
| 1978 |           | Anwar El Sadat        | Egypt        | Hòa Bình | |
| 1984 |           | Desmond Tutu          | South Africa | Hòa Bình | |
| 1993 |           | Nelson Mandela        | South Africa | Hòa Bình | |
| 2001 |           | Kofi Annan            | Ghana        | Hòa Bình | |
| 2004 |           | Wangari Maathai       | Kenya        | Hòa Bình | Người phụ nữ châu Phi da đen đầu tiên giành giải Nobel và nhà bảo vệ môi trường đầu tiên và duy nhất đạt giải Nobel hòa bình |
| 2009 |           | Barack Obama          | Hoa Kỳ       | Hòa Bình | |
| 2011 |           | Ellen Johnson Sirleaf | Liberia      | Hòa Bình | |
| 2011 |           | Leymah Gbowee         | Liberia      | Hòa Bình | |

## Kinh Tế
| Năm  | Chân Dung | Người đạt giải Nobel | Quốc gia    | Thể loại | Ý Kiến |  |
| ---- | --------- | -------------------- | ----------- | -------- | --- |  |
| 1979 |           | Arthur Lewis         | Saint Lucia | Kinh Tế  | Đầu tiên và (cho đến nay) chỉ có ông là người da đen duy nhất đoạt được giải Nobel khác với giải Hòa bình hay giải Văn học; và là người Tây Ấn Độ đầu tiên chiến thắng giải Nobel |  |

## Văn học
| Năm  | Chân Dung | Người đạt giải Nobel | Quốc gia    | Thể loại | Ý Kiến                                                  |
| ---- | --------- | -------------------- | ----------- | -------- | ------------------------------------------------------- |
| 1986 |           | Wole Soyinka         | Nigeria     | Văn Học  | Người da đen đầu tiên chiến thắng giải Nobel văn chương |
| 1992 |           | Derek Walcott        | Saint Lucia | Văn Học  |                                                         |
| 1993 |           | Toni Morrison        | Hoa Kỳ      | Văn Học  | Người phụ nữ da đen đầu tiên thắng giải Nobel           |

## Các danh sách giải Nobel khác
- Danh sách người Châu Á đoạt giải Nobel
- Danh sách người đoạt giải Nobel Vật lý
- Danh sách người đoạt giải Nobel Hóa học
- Danh sách người đoạt giải Nobel Sinh lý học và Y khoa
- Danh sách người đoạt giải Nobel Văn học
- Danh sách người đoạt giải Nobel Hòa bình
- Danh sách người đoạt giải Nobel Kinh tế
- Danh sách người da đen đoạt giải Nobel
- Danh sách người Hồi Giáo đoạt giải Nobel
- Danh sách người Kitô giáo đoạt giải Nobel
- Danh sách người Do Thái đoạt giải Nobel
- Danh sách phụ nữ đoạt giải Nobel